# The Murder of Sonic the Hedgehog
The Murder of Sonic the Hedgehog è un videogioco punta e clicca e visual novel sviluppato da Sega Social Team e pubblicato gratuitamente su Steam il 31 marzo 2023 per festeggiare il pesce d'aprile.

## Trama
Un giovane quokka rosso (chiamato "Barry" nelle immagini promozionali) è stato appena assunto dalle ferrovie come assistente dell'anziano capotreno del Mirage Express, un lussuoso treno espresso ad alta velocità dotato di IA in servizio da almeno 32 anni.
Al primo giorno di lavoro di Barry sul Mirage Express, salgono Sonic, Tails, Knuckles, Shadow, Rouge, Blaze, Vector ed Espio per festeggiare il compleanno di Amy Rose, durante il quale pianificano di risolvere un "assassinio"; Amy consegna ad ogni partecipante un ruolo inventato da interpretare e una piantina del treno, dove i vari invitati si dovranno collocare. Poco dopo l'inizio del gioco il treno accelera bruscamente scaraventando Amy, Tails e Barry nell'ultima carrozza perdendo coscienza. Risvegliatisi, i tre scovano Sonic, "ucciso" nella carrozza ristorante. Mentre Amy cerca di risolvere il caso da sola, Barry e Tails (l'ispettore) attraversano tutte le carrozze del convoglio per raccogliere prove, indizi e gli alibi dei passeggeri, mentre il capotreno è misteriosamente scomparso.
Arrivati in cabina di guida, Barry e Tails chiamano tutti i passeggeri; Vector porta il corpo inerme di Sonic e coperto di ferite e, preoccupati per lui, Barry e Tails accusano ufficialmente Espio di essere l'assassino. A questo punto Sonic si risveglia e conferma di essere stato colpito da Espio con un dardo soporifero e di essere stato trascinato attraverso i condotti di ventilazione dalle braccia robotiche del Mirage Express mentre tentava con le forze rimaste di salvare il capotreno, catturato dalle stesse braccia: il treno è stato infatti trasformato in un Badnik dal Dr. Eggman in gran segretoː Questi si collega e ammette di averlo fatto con l'intento di rapire quanti più individui possibile per schiavizzarli, far loro costruire Eggmanlandia e un nuovo Death Egg, dando in cambio al Mirage Express la promessa di rimanere per sempre con il capotreno.
Scagliati nuovamente in fondo al treno in corsa verso la base di Eggman, Sonic e Barry tornano in cabina di guida sfondando le porte e liberando i passeggeri, ingaggiando lo scontro finale con il treno; Amy sferra il colpo di grazia con il suo martello, liberando il Flicky intrappolato e disattivando il convoglio nel frattempo tornato al punto di partenza. Il capotreno va ufficialmente in pensione venendo abbracciato dalla moglie e festeggiano il compleanno di Amy, alla quale Sonic regala una torta dalla pasticceria della stazione. Infine si può decidere cosa abbia fatto Barry dopo tale avventura.

## Personaggi

### Personaggi giocabili
- Barry the Quokka
- Sonic the Hedgehog

### Personaggi non giocabili
- Miles "Tails" Prower
- Knuckles the Echidna
- Amy Rose
- Dr. Eggman
- Rouge the Bat
- Blaze the Cat
- Shadow the Hedgehog
- Vector the Crocodile
- Espio the Chameleon
- Capotreno
- Mirage Express
- Dr. Eggman
- Sage
- Metal Sonic
- Orbot e Cubot

## Modalità di gioco
Il giocatore interpreta un quokka rosso del quale deve personalizzare il nome a inizio gioco (nelle immagini promozionali viene chiamato Barry). Il gioco è una visual novel punta e clicca dove, scegliendo tra diverse opzioni di dialogo e raccogliendo prove e indizi si deve scoprire quale passeggero del Mirage Express ha apparentemente ucciso Sonic. Vi sono inoltre dei minigiochi in stile endless runner a visuale isometrica dove, controllando Sonic, bisogna raccogliere il numero richiesto di Ring evitando gli ostacoli che ne fanno perdere una determinata quantità come nelle fasi speciali di Sonic the Hedgehog 2. Questo sarà disponibile ogni volta che "Barry" dovrà formulare ipotesi e durante il boss finale.

## Accoglienza
Il gioco ha ricevuto la media recensioni più alta di sempre della serie. Su Metacritic ha voti "generalmente favorevoli", conta 82/100 da 12 recensori e 8.3 da 176 utenti. Multiplayer.it ha dato 8.0 e sei lettori hanno dato 8.3.
Il 5 aprile 2023 ha superato il milione di download, risultando il 61º più scaricato su Steam.